# 天主教博卡斯德爾托羅自治監督區
天主教博卡斯德爾托羅自治監督區（拉丁語：Praelatura Territorialis Buccae Taurinae）是巴拿馬一個羅馬天主教自治監督區，屬巴拿馬城總教區。
監督區成立於1962年10月17日，包括博卡斯德爾托羅省和恩戈貝布格勒自治區，2004年有教友62,000人，佔轄區總人口50.0%。監督區下轄五個堂區，有十一名司鐸。現任監督為阿尼瓦爾·薩爾達尼亞·聖塔馬利亞。